# Ramiro al III-lea de Leon
Ramiro al III-lea  (n. 961 d.Hr. – d. 26 iunie 985 d.Hr., Destriana⁠(d), Castilia și León, Spania) a fost regele Leonului din 966 până în 984 și fiul lui Sancho I de Leon, succedându-l la vârsta de cinci ani.
Printre actele sale ca rege în timpul minorității, el a ratificat un tratat de pace cu califul Al-Hakam al II-lea și s-a confruntat cu vikingii care au invadat Galicia. 
La atingerea majoratului și după nunta cu Sancha, fiica lui Gómez Díaz, Contele de Saldaña, Ramiro a încercat să instituie o monarhie absolutistă care a dus la înstrăinarea Galiciei de Castilia. Acest lucru, împreună cu luptele constante cu musulmanii, cum ar fi Bătălia de Rueda, Bătălia de la Torrevicente și, bătălia care a avut loc la San Esteban de Gormaz sub regența mătușii sale în 975, a condus nobilimea din Galicia să-l proclame rege al Galiciei pe Bermundo al II-lea de Leon, fiul lui Ordono al III-lea. El și-a pierdut tronul doi ani mai târziu, în 984. A avut cel puțin un copil cu soția sa, Ordono Ramirez, care s-a căsătorit cu Cristina Bermúdez, fata rivalului său.